# هليبة
هليبة مقاطعة عراقية رقمها 11، مساحتها 27440 دونماً عراقياً، في قضاء سفوان بجنوب محافظة البصرة ببصحراء الدبدبة بالبادية العراقية جنوب العراق، بينها وبين مدينة الزبير 40 ميلاً، على طريق الزبير الركعي القديم المحاذي لوادي الباطن، وفي الهليبة آبار ماء، وهي فيضة فيها سِدر فكانت يوماً محطة للمسافرين يستقون منها في مسيرهم من البصرة والزبير بالعراق إلى الركعي ونجد والحجاز، وذُكر في كتاب صادر من وزارة الداخلية العراقية في 25 نيسان سنة 1937، قال كاتبه "أما الهليبة فلا أجد لها ذِكراً في ملفات الداخلية، وأظن أهميتها السابقة ما تعاظمت إلا لجغرافيتها الموهومة، وبحسب علمي لا أجد فيها آباراً حقيقية، إنما هي مكان في [وادي] الباطن يُعثر فيه على الماء بمشقة"، وفي سنة 1927 أنشأت فيها الحكومة العراقية مخفراً للشرطة. الهليبة متخامة لحدود دولة الكويت.